# Nokia Networks
Nokia Networks (anteriormente Nokia Solutions and Networks ( NSN ) e Nokia Siemens Networks ( NSN )) é uma empresa de telecomunicações sediada em Espoo, Finlândia, resultado da junção da divisão Siemens Communications da Siemens AG (excetuando a unidade Enterprise) com o grupo de redes da Nokia.
Em 2013, a Nokia adquiriu 100% da Nokia Networks, comprando todas as ações da Siemens. Em abril de 2014, o nome NSN foi eliminado como parte do processo de rebranding.
A atuação da empresa foi efetivamente iniciada no dia 1º de abril de 2007, após a aprovação das entidades regularizadoras do setor.
Em 15 de abril de 2015, a Nokia anunciou sua intenção de comprar a Alcatel-Lucent por € 15,6 bilhões em um acordo de ações. A aquisição visava criar um concorrente mais forte para as empresas rivais Ericsson e Huawei , que Nokia e Alcatel-Lucent haviam ultrapassado em termos de receita total combinada em 2014. A aquisição estava prevista para ser concluída no início de 2016 e estava sujeita a regulamentações e aprovação dos acionistas. A aprovação regulamentar foi obtida em outubro de 2015 e a aprovação dos acionistas foi anunciada em 4 de janeiro de 2016.
Em 3 de novembro de 2016, a Nokia concluiu a aquisição da Alcatel-Lucent e ela foi incorporada à divisão Nokia Networks. 
Em 1 de agosto de 2020, Pekka Lundmark assumiu o cargo de CEO da Nokia. 